# Glen Flora
Glen Flora és una població dels Estats Units a l'estat de Wisconsin. Segons el cens del 2000 tenia 93 habitants.

## Demografia
Segons el cens del 2000, Glen Flora tenia 93 habitants, 44 habitatges, i 23 famílies. La densitat de població era de 64,1 habitants per km².
Dels 44 habitatges en un 15,9% hi vivien nens de menys de 18 anys, en un 38,6% hi vivien parelles casades, en un 13,6% dones solteres, i en un 47,7% no eren unitats familiars. En el 43,2% dels habitatges hi vivien persones soles el 29,5% de les quals corresponia a persones de 65 anys o més que vivien soles. El nombre mitjà de persones vivint en cada habitatge era de 2,11 i el nombre mitjà de persones que vivien en cada família era de 2,96.
Per edats la població es repartia de la següent manera: un 20,4% tenia menys de 18 anys, un 11,8% entre 18 i 24, un 22,6% entre 25 i 44, un 23,7% de 45 a 60 i un 21,5% 65 anys o més.
L'edat mediana era de 43 anys. Per cada 100 dones de 18 o més anys hi havia 85 homes.
La renda mediana per habitatge era de 20.250 $ i la renda mediana per família de 36.667 $. Els homes tenien una renda mediana de 21.250 $ mentre que les dones 65.417 $. La renda per capita de la població era de 14.280 $. Aproximadament el 16,7% de les famílies i el 16,9% de la població estaven per davall del llindar de pobresa.

## Poblacions més properes
El següent diagrama mostra les poblacions més properes.